# Уэсли, Глен
Глен Эдвин Уэсли (англ. Glen Edwin Wesley; род. 2 октября 1968, Ред-Дир, Альберта) — канадский хоккеист, защитник. Входит в топ-30 лидеров по количеству сыгранных матчей в истории НХЛ.
Участник знаменитой драки в Пьештянах.
На драфте НХЛ 1987 года выбран в 1-м раунде под общим 3-м номером командой «Бостон Брюинз». 26 августа 1994 года обменян в «Хартфорд Уэйлерс». 9 марта 2003 года обменян в «Торонто Мейпл Лифс». 8 июля 2003 года как неограниченно свободный агент подписал контракт с «Каролиной Харрикейнз».
Участник чемпионата мира 1996 года в составе сборной Канады.
5 июня 2008 года в возрасте 39 лет объявил о завершении карьеры. 17 февраля 2009 года «Каролина Харрикейнз» вывела из обращения № 2, под которым выступал Уэсли.
В 2005 году стал гражданином США.
У Уэсли и его жены Барб трое детей — Аманда, Джош и Мэттью. Джош занимается хоккеем, играет на позиции защитника, был задрафтован «Каролиной» в 2014 году в 4-м раунде, в НХЛ пока не выступал.

## Награды
- Обладатель Кубка Стэнли, 2006 («Каролина Харрикейнз»)
- Участник матча «Всех звёзд» НХЛ (1 раз)

## Статистика
```
                                            --- Regular Season ---  ---- Playoffs ----
Season   Team                        Lge    GP    G    A  Pts  PIM  GP   G   A Pts PIM
--------------------------------------------------------------------------------------
1983-84  Portland Winter Hawks       WHL     3    1    2    3    0  --  --  --  --  --
1984-85  Portland Winter Hawks       WHL    67   16   52   68   76   6   1   6   7   8
1985-86  Portland Winter Hawks       WHL    69   16   75   91   96  15   3  11  14  29
1986-87  Portland Winter Hawks       WHL    63   16   46   62   72  20   8  18  26  27
1987-88  Boston Bruins               NHL    79    7   30   37   69  23   6   8  14  22
1988-89  Boston Bruins               NHL    77   19   35   54   61  10   0   2   2   4
1989-90  Boston Bruins               NHL    78    9   27   36   48  21   2   6   8  36
1990-91  Boston Bruins               NHL    80   11   32   43   78  19   2   9  11  19
1991-92  Boston Bruins               NHL    78    9   37   46   54  15   2   4   6  16
1992-93  Boston Bruins               NHL    64    8   25   33   47   4   0   0   0   0
1993-94  Boston Bruins               NHL    81   14   44   58   64  13   3   3   6  12
1994-95  Hartford Whalers            NHL    48    2   14   16   50  --  --  --  --  --
1995-96  Hartford Whalers            NHL    68    8   16   24   88  --  --  --  --  --
1996-97  Hartford Whalers            NHL    68    6   26   32   40  --  --  --  --  --
1997-98  Carolina Hurricanes         NHL    82    6   19   25   36  --  --  --  --  --
1998-99  Carolina Hurricanes         NHL    74    7   17   24   44   6   0   1   1   2
1999-00  Carolina Hurricanes         NHL    78    7   15   22   38  --  --  --  --  --
2000-01  Carolina Hurricanes         NHL    71    5   16   21   42   6   0   0   0   0
2001-02  Carolina Hurricanes         NHL    77    5   13   18   56  22   0   2   2  12
2002-03  Carolina Hurricanes         NHL    63    1    7    8   40  --  --  --  --  --
2002-03  Toronto Maple Leafs         NHL     7    0    3    3    4   5   0   1   1   2
2003-04  Carolina Hurricanes         NHL    74    0    6    6   32  --  --  --  --  --
2005-06  Carolina Hurricanes         NHL    64    2    8   10   46  25   0   2   2  16
2006-07  Carolina Hurricanes         NHL    68    1   12   13   56
2007-08  Carolina Hurricanes         NHL    78    1    7    8   52
--------------------------------------------------------------------------------------
         NHL Totals                       1457  128  409  537 1045 169  15  38  53 141

```